# Stetind (Jotunheimen)
Der Stetind ist ein 2020 moh. hoher Berg im Jotunheimen-Gebirge in Norwegen.
Er markiert die Grenze zwischen den Kommunen Lom (Fylke Innlandet) und Luster (Fylke Vestland). Die Westseite des Stetind ist von steilen Felswänden geprägt, alle anderen Seiten sind deutlich flacher. Etwa einen Kilometer südlich vorgelagert liegt ein 1985 m hoher namenloser Nebengipfel. Im Südwesten und Südosten liegen an den Flanken des Berges zwei kleinere Firnfelder.
Der meist begangene Weg führt von der östlich des Berges am See Leirvatnet gelegenen Schutzhütte Leirvassbu (ca. 1400 m) durch das Gravdalen südlich vorbei am 1885 m hohen Stehoe über den 1985 m hohen Vorgipfel und den Verbindungsgrat zum höchsten Punkt des Stetind. Diese Tour gilt als eine der beliebtesten Wanderungen in der Umgebung. Auch von Osten kann der Berg leicht erreicht werden.
Der Stetind wurde am 1. August 1890 von Carl Christian Hall und Matias Soggemoen erstbestiegen.